# Natallia Arsiennieva
Natallia Arsiennieva (belarusă Наталля Аляксееўна Арсеньева; rusă Наталья Алексе́евна Арсеньева, n. 20 septembrie 1903, Bakı, gubernia Baku⁠(d), Imperiul Rus – d. 25 iulie 1997, Rochester, New York, SUA) a fost o poetă bielorusă, reprezentativă pentru mișcarea națională din Belarus. A fost căsătorită cu Francišak Kušal (1895-1968).

## Biografie

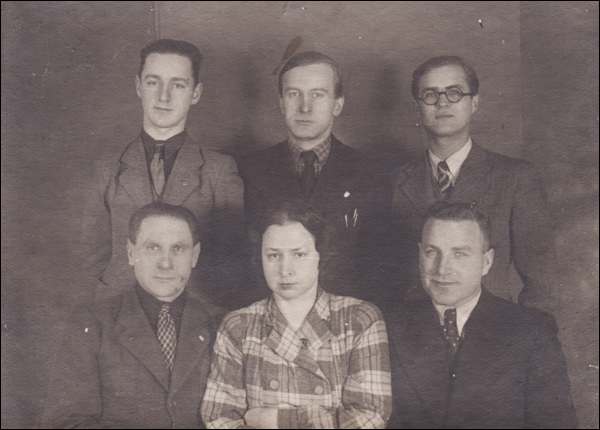
Natallia Arsiennieva împreună cu colegii ei de la Gazeta bielorusă (Беларуская газэта)

S-a născut la 20 septembrie 1903, Baku, în Imperiul Rus, în familia de origine rusă a șefului districtului vamal Baku și fost profesor în Baku. La scurt timp după nașterea ei familia s-a mutat la Vilnius, unde Arsiennieva și-a petrecut copilăria.  În timpul primului război mondial (1915), familia Arsienniev a trăit într-un refugiu din Iaroslavl, unde viitoarea poetă a scris prima sa poezie (în limba rusă). A absolvit o școală gimnazială din Belarus în 1921. A studiat la Departamentul de Artă al Universității din Vilnius. În 1922, Arsiennieva s-a căsătorit cu Francišak Kušal care, în calitate de ofițer al armatei poloneze, a fost trimis pentru a servi în vestul Poloniei. După atacul sovietic asupra Poloniei, în 1939, Kušal a fost comandantul unui batalion polonez care a luptat cu armata germană lângă Lviv. A fost arestat de sovietici și dus într-un lagăr de concentrare lângă Starobilsk și apoi în închisoarea Butirka din Moscova. Ca soție a unui deținut ofițer polonez a fost arestată în aprilie 1940 și deportată în Kazahstan împreună cu fiii săi. La începutul lui 1941, cei doi au fost eliberați, Kušal s-a dus la Białystok, care atunci făcea parte din Republica Sovietică Socialistă Belarusă. După ce a fost eliberată în mai 1941, Natallia Arsiennieva s-a mutat la Minsk, unde a lucrat pentru Gazeta bielorusă (Беларуская газэта) în timpul celui de-al doilea război mondial. În 1944, împreună cu soțul ei Arsiennieva s-a stabilit în Germania și în anii 1950 s-a mutat în Statele Unite ale Americii, unde a lucrat pentru ziarul Biełarus și pentru Radio Europa Liberă / Radio Libertatea. Arsiennieva a murit la 25 iulie 1997 la Rochester, New York.
Cei doi soți, Natallia Arsiennieva și Francišak Kušal, au avut doi fii. Jaroslaw a murit într-un bombardament sovietic asupra teatrului din Minsk. Włodzimierz a emigrat cu părinții săi în Statele Unite.

## Lucrări
A început să publice din anul 1920. Talentul ei a fost observat și încurajat Maksim Harețki. În 1921-1925 a scris culegerea de poezie Sub cerul albastru (Пад сінім небам) care a fost publicată în 1927 la Vilnius și republicată în 1991. A urmat, în 1941-1943, culegerea de poezie Astăzi (Сягоння) care a fost publicată în 1944.
În 1943 a scris poezia Rugăciunea  (Малітва). Versurile au fost puse pe muzică de compozitorul bielorus Nikolai Ravenna ca Dumnezeu puternic (Магутны Божа). Pentru emigranții din Belarus a devenit un adevărat imn religios. La începutul anilor 1990, melodia a fost propusă ca imnul național oficial al Belarusului.